# Varazze
Varazze é uma comuna italiana da região da Ligúria, província de Savona, com cerca de 14.933 habitantes. Estende-se por uma área de 47,97 km², tendo uma densidade populacional de 285 hab/km². Faz fronteira com Celle Ligure, Cogoleto (GE), Sassello, Stella.

## Demografia
| Variação demográfica do município entre 1861 e 2011                               |
|                                                                                   |
| Fonte: Istituto Nazionale di Statistica (ISTAT) - Elaboração gráfica da Wikipedia |